# Bergisch-Märkischer Griechenverein
Der Bergisch-Märkische Griechenverein war ein Verein zur Unterstützung der Griechen im griechischen Unabhängigkeitskrieg mit Sitz in Elberfeld. Als größter dieser Vereine der Rheinprovinz und der Provinz Westfalen überwies er eine beträchtliche Geldsumme für die griechischen Widerstandskämpfer und spielte als Bürgervereinigung gegen die offizielle Politik der Staatsregierung eine Rolle bei der politischen Emanzipation des Bürgertums des Vormärz in Preußen.

## Hintergrund
Der Philhellenismus, also die schwärmerische Begeisterung für ein unabhängiges Griechenland in der Nachfolge der antiken griechischen Kultur, war auch im Königreich Preußen sehr populär. Gefördert durch das humanistische Bildungsideal der Aufklärung, war die Besinnung auf die Antike schon während der Besatzung Deutschlands durch Napoleon als Symbol für die nationale Selbstdefinition bedeutend; im Deutschland der 1820er Jahre war alles Griechische äußerst beliebt und fand Eingang in Mode, Accessoires und Kinderspiele. Gleichzeitig bildeten sich in dieser Zeit erste ‚fachspezifische‘ Vereine zur Unterstützung verschiedener sozialer Anliegen. Eine erste Welle der Griechenunterstützung kurz nach Ausbruch der Revolution 1821 wurde durch die meisten deutschen Staaten, die aus Staatsräson an der Unantastbarkeit der Grenzen des Osmanischen Reichs festhielten, niedergeschlagen. Erst als die Lage der Griechen prekärer wurde und sich in der seit 1825 andauernden Belagerung der Stadt Mesolongi manifestierte, tolerierte der preußische Staat eine zweite Phase der Unterstützung durch seine Bürger. Am 25. April 1826 erschien in der Allgemeinen Preußischen Staatszeitung ein öffentlicher Aufruf zur Unterstützung der notleidenden Mitchristen, der nach seinem prominentesten Unterzeichner, dem preußischen Staatsrat Christoph Wilhelm Hufeland, als Hufeland-Aufruf bezeichnet wird. Eine Fürsprache für die politische Sache der aufständischen Griechen war – nicht zuletzt wegen befürchteter Förderung liberaler Kräfte im eigenen Staat – weiterhin unerwünscht und fand nicht statt. 
Bald nach diesem Aufruf bildeten sich sehr schnell zahlreiche Griechenvereine, um Geld für die notleidende griechisch-orthodoxe Bevölkerung zu sammeln.

## Geschichte und Tätigkeiten des Vereins
Aus der Tatsache, dass sich schon am 1. Mai 1826 30 Männer Elberfelds und der Städte Barmen, Hagen, Herdecke und Unna versammeln und die Gründung des Bergisch-Märkischen Griechenvereins öffentlich machen konnten, schließt man, dass die Kontakte der Philhellenen bereits lange Zeit im Stillen bestanden hatten. Einige Tage nach der Gründung berichtete der Verein von einer vier Wochen zuvor an das Pariser Griechenkomitee (frz. Société philanthropique en faveur des Grecs) übersandten Summe von 4300 Francs, Geld, das möglicherweise schon Jahre zuvor eingesammelt worden war. In einem Zeitungsaufruf warnte der Verein vor der vollständigen Vernichtung, Versklavung, Gesetzlosigkeit und Verschleppung der Griechen und rief zu Spenden auf: „Wer ein menschliches Herz im Busen trägt, kann nicht gleichgültig bleiben bei so Grausen erregenden Scenen!“ Gleichzeitig wurde betont, dass der Verein „allen politischen Absichten fremd“ sei. 
Alle Gründungsmitglieder waren Angehörige der Oberschicht, darunter Kaufleute, Journalisten, Pfarrer beider Konfessionen, Stadträte, Richter und Landtagsabgeordnete. Das prominenteste Gründungsmitglied war der spätere preußische Handels- und Finanzminister August von der Heydt, die Mitglieder zahlreicher prominenter Barmer und Elberfelder Fabrikantenfamilien waren ebenfalls unter den Gründern, so beispielsweise August Engels, der Bruder von Friedrich Engels sen. Bis zum Juni 1826 wuchs der Verein auf etwa 80 Mitglieder in 27 Lokalvereinen an. Ein in Elberfeld ansässiges, durch persönliche Vereinbarung gebildetes Comité verwahrte die eingegangenen Spenden, die nach der ordentlichen Wahl eines Direktoriums durch eine Mitgliederversammlung ihrer Bestimmung zugeführt werden sollten. 
Insgesamt sammelten die Mitglieder und Lokalabteilungen des Vereins die Summe von 16.471 Rthl., 23 Sgr. und 10 Pf. ein; die Sammelbeträge wurden in Spendenlisten veröffentlicht. Einen nicht unbeträchtlichen Anteil an der Spendensammlung hatten die Pfarrer des Vereins, die auch durch Predigten mit anschließenden Kollekten ihren Beitrag zu der Spendensumme leisteten. Auch Spendensammler außerhalb des Vereins wurden angesprochen, die teils systematisch zuvor eingeteilte Gebiete von Haus zu Haus abliefen und um Spenden warben. Innerhalb des Vereins wurden Benefizkonzerte und -bälle sowie eine Lotterie veranstaltet, zahlreiche Veranstaltungen anderer Vereine brachten ebenfalls Geld in die Kasse. Außerdem wurden verschiedene Gedichte und Gesänge zum Griechen-Thema und ein Schreiben der Frauen aus Griechenland an die europäischen Griechenfreundinnen verkauft und der Erlös gespendet.
Durch Leserbriefe in Zeitungen wurde eine öffentliche Debatte geführt, ob das eingesammelte Geld über den Pariser Verein oder über einen zu gründenden gesamtpreußischen Dachverband nach Griechenland gelangen sollte. Trotz der betonten karitativen Ausrichtung der Sammeltätigkeit konnte auch unzensiert für die Lieferungen von Feldnahrung oder Waffen an die kämpfenden Griechen plädiert werden. Am 10. Juni 1826 wurde eine General-Versammlung in Schwelm abgehalten, auf der nach längeren Debatten und Diskussionen mit Vertretern der Vereine Düsseldorfs und Triers beschlossen wurde, das eingegangene Geld an die Pariser Société weiterzuleiten, mit dem eindeutigen Hinweis, diese zu denselben Zwecken einzusetzen wie ihre eigenen, was militärische Hilfe somit ausdrücklich einschloss. Außerdem wurde Wert darauf gelegt, dass für die ausreichende Anerkennung durch die Griechen bezüglich der Herkunft der Gelder gesorgt werde. Anschließend wurde ein Direktorium aus fünf Elberfelder Mitgliedern, darunter die des bisherigen Comités gewählt. Mit umgerechnet über 64.000 Francs wurde der Verein nach dem Breslaus derjenige aus Preußen, der den größten Betrag an die Pariser Société überwies. Im Laufe des Jahres 1827 nahm die Spendenbereitschaft für die Sache des Vereins stark ab, die letzte veröffentlichte Spendenliste vom 3. Oktober dieses Jahres ist gleichzeitig der letzte schriftliche Beleg für die Existenz des Vereins.
Die Bedeutung des Vereins wird nicht nur in seinem indirekten Beitrag zur Griechischen Revolution gesehen. Angesichts der den Interessen des preußischen Regierungsapparats deutlich entgegengesetzten, eigenständigen bürgerlichen Haltung gelten der Verein und die Bewegung, die ihn hervorbrachte, als typisches Phänomen einer aus der Bevölkerung hervorgegangenen politischen Bewegung des Vormärz.